# Радциг, Николай Иванович
Никола́й Ива́нович Ра́дциг (25 февраля 1881 года, Москва, Российская империя — 29 января 1957 года, там же, СССР) — российский и советский историк, исследователь Франции XVI—XVIII вв. и эпохи Реформации в Швейцарии. Доктор исторических наук (1945), профессор.

## Биография
По линии отца, бывшего присяжным поверенным и умершим, когда Николаю было всего пять лет, был потомком австрийских немцев-эмигрантов. Старший брат С. И. Радцига.
Окончил с золотой медалью 1-ю Московскую гимназию и затем историко-филологический факультет Московского университета, где учился в 1899—1903 гг. — у профессоров С. И. Соболевского, И. В. Цветаева, П. Г. Виноградова, В. И. Герье — по предложению последнего был оставлен для подготовки к профессорскому званию. На следующий год начал преподавательскую деятельность на Московских высших женских курсах и в гимназии.
После революции его основным местом работы была Московская консерватория, где он преподавал с 1919 по 1939 г.
Одновременно преподавал в Тверском педагогическом институте, где в 1922 г. был утверждён в должности профессора.
В 1924-30 гг. профессор Ярославского педагогического института.
В 1936 г. избран внештатным сотрудником Института истории АН СССР по сектору истории средних веков.
В 1938 г. был вновь принят в Калининский педагогический институт, на должность профессора новосозданной кафедры всеобщей истории.
Вернулся в институт в 1942 г. и преподавал до 1948 г.
Также в разные годы преподавал на Педагогических курсах имени Д. И. Тихомирова, в Московском университете, Нижегородском государственном университете, Костромском педагогическом институте.
В военные годы, писал он, весьма тяжело было преподавать в холоде голодным студентам, когда «думают больше о пище телесной, а не о духовной».
В 1944 г. защитил в МГУ докторскую диссертацию «Школа в Женеве при Кальвине».
Знал латинский и древнегреческий, а также французский, немецкий, итальянский, английский языки.
Перевёл V том «Римской истории» Т. Моммзена и с собственными примечаниями трактаты XVI в. «Рассуждение о добровольном рабстве» Лабоэси и «Трактат о реликвиях» Кальвина, а также с древнегреческого девятнадцать речей Демосфена.
Его сын Александр (1931—2006) был профессором Московского авиационного института.
Отмечен знаком «Отличник народного просвещения».